# 帝國崛起：鄂圖曼
《帝国崛起：鄂圖曼》（英語：Rise of Empires: Ottoman）是一部土耳其历史纪录片，講述鄂圖曼帝国、征服者穆罕默德與君士坦丁堡陷落的故事。該系列的第一季《攻佔君士坦丁堡》（The Conquest of Constantinople）有6集，由埃姆雷·沙因执导，凯利·麦克弗森编剧，堅·伊特·烏茲蒙格和托瑪索·博西里主演，于2020年1月24日首次在Netflix直播。第二季《穆罕默德對戰弗拉德》（Mehmed Vs. Vlad）於2022年12月29日推出，講述穆罕默德二世對決瓦拉幾亞大公「穿刺公」德古拉的故事。

## 前情提要
第一季：鄂圖曼帝国苏丹穆罕默德二世发动了一场史诗般的战役，攻占东罗马首都君士坦丁堡，影響了數个世纪的历史进程。
第二季：從小和他一起長大的穆罕默德，現在要面對背叛的昔日朋友－進化為「穿刺公」的弗拉德·德古拉·采佩什，並和他一決勝負。

## 主演
- 堅·伊特·烏茲蒙格 饰 征服者穆罕默德
- 托瑪索·博西里 饰 君士坦丁十一世
- 圖芭·布鈺庫斯廷 飾 玛拉·布兰科维奇（Mara Despina Hatun）
- 妲爾瑪·索瑪斯 饰 安娜
- 歐斯曼·索能特 飾 盧卡斯·諾塔拉斯（Loukas Notaras）
- 托加·泰金（Tolga Tekin） 飾 穆拉德二世
- 屋山·查克什（Ushan Çakır） 飾 扎加诺斯帕夏
- 塞利姆·贝拉克塔尔 飾 钱达尔勒·哈利勒帕夏
- 比爾康·索庫爾盧 (Birkan Sokullu) 饰 喬瓦尼·朱斯蒂尼亞尼
- Tansu Biçer 饰 奥尔班（Orban）
- Nail Kırmızıgül 饰 HızırÇelebi
- Eva Dedova 饰 卡特琳娜
- Tuğrul Tülek 飾 乔治·斯弗兰齐斯
- İlayda Akdoğan 饰 Therma Sphrantzes
- Erdal Yıldız 飾 苏莱曼·巴尔塔奥卢
- Baki Davrak 饰 久拉吉·布兰科维奇
- Ryan Ol 饰 Genovese Nobleman
- 罗杰·克劳利，历史学家
- 拉尔斯·布朗沃思，历史学家
- 賈森·古德溫，历史学家
- 马里奥·菲利普斯（Marios Philippedes），历史学家
- 迈克尔·塔尔博特（Michael Talbot），历史学家
- Emrah Safa Gürkan，历史学家
- 賽拉爾·森戈爾（Celâl Şengör）, 地质学家
- Daniel Nuță 饰 穿刺者弗拉德

## 各集概要
| 集數 | 標題                               | 導演        | 編劇                                 | 上線日期      |
| --- | ---------------------------------- | ----------- | ------------------------------------ | ------------- |
| 1 | 新蘇丹 The New Sultan              | 埃姆雷·沙因 | Liz Lake、凱利·麥克弗森、埃姆雷·沙因 | 2020年1月24日 |
| 鄂圖曼帝國的穆罕默德二世繼位後，向拜占庭帝國皇帝君士坦丁十一世傳達了明確的攻擊訊息，熱那亞人軍隊隨即出動。 |                                    |             |                                      |               |
| 2 | 攻城掠地 Through the Walls         | 埃姆雷·沙因 | 凱利·麥克弗森、埃姆雷·沙因、Liz Lake | 2020年1月24日 |
| 野心勃勃的穆罕默德為了攻破君士坦丁堡城牆，展開了圍城攻勢，但是朱斯蒂尼亞尼的軍隊成功擋下了耶尼切里軍團。   |                                    |             |                                      |               |
| 3 | 進入金角灣 Into the Golden Horn    | 埃姆雷·沙因 | 埃姆雷·沙因、Liz Lake、凱利·麥克弗森 | 2020年1月24日 |
| 為了使城牆坍塌，穆罕默德的手下開始挖掘地下隧道。落居下風的鄂圖曼人遭海軍封鎖。                             |                                    |             |                                      |               |
| 4 | 大嘴巴壞了事 Loose Lips Sink Ships | 埃姆雷·沙因 | Liz Lake、凱利·麥克弗森、埃姆雷·沙因 | 2020年1月24日 |
| 大膽又高瞻遠矚的穆罕默德經陸路將軍艦轉移至金角灣，立下創舉。朱斯蒂尼亞尼遭到背叛後，向鄂圖曼艦隊發動攻擊。 |                                    |             |                                      |               |
| 5 | 古老預言 Ancient Prophecies        | 埃姆雷·沙因 | 凱利·麥克弗森、埃姆雷·沙因、Liz Lake | 2020年1月24日 |
| 大戰過後的軍隊士氣消沉，穆罕默德向朱斯蒂尼亞尼提出誘人的條件。大維齊爾催促穆罕默德與敵方達成停戰協議。     |                                    |             |                                      |               |
| 6 | 塵歸塵 Ashes to Ashes              | 埃姆雷·沙因 | 埃姆雷·沙因、Liz Lake、凱利·麥克弗森 | 2020年1月24日 |
| 鄂圖曼帝國的大砲摧毀君士坦丁堡城牆，威尼斯人的增援部隊來不及救援。穆罕默德為鄂圖曼帝國開創了新時代。       |                                    |             |                                      |               |

## 外部連結
- 在Netflix上觀看《帝國崛起：鄂圖曼》
- 互联网电影数据库（IMDb）上《帝國崛起：鄂圖曼》的资料（英文）